# 花岩镇
花岩镇，是中华人民共和国重庆市潼南区下辖的一个乡镇级行政单位。

## 行政区划
花岩镇下辖以下地区：
花岩村、水桥村、石庙村、石马村和龙怀村。